# Антиклея
Антиклея (др.-греч. Ἀντίκλεια) — персонаж древнегреческой мифологии, дочь Автолика, жена Лаэрта и мать Одиссея. Умерла, не дождавшись сына из-под Трои. Её тень стала персонажем поэмы Гомера «Одиссея».

## В мифологии
Антиклея считалась дочерью Автолика — сына Гермеса, выдающегося хитреца и вора, жившего на горе Парнас. Её матерью источники называют либо Неэру, дочь Перея, либо Амфитею, а сестрой — Полимеду, мать Ясона. В юности Антиклея много охотилась и была частой спутницей богини Артемиды (об этом пишет в одном из своих гимнов Каллимах). Отец выдал её за царя Итаки Лаэрта, но ещё до свадьбы она встретилась с коринфским героем Сизифом. Последний уличил Автолика в воровстве скота и, чтобы наказать его, изнасиловал Антиклею (по альтернативным версиям, всё произошло с согласия девушки и её отца). Выйдя замуж, Антиклея родила сына — либо в пути на Итаку в Беотии, в окрестностях города Алалкомены, либо уже в царстве мужа, у горы Неритон, под дождём. Мальчик получил имя Одиссей, и некоторые античные авторы утверждают, что настоящим его отцом был не Лаэрт, а Сизиф. Таким образом через Антиклею устанавливались связи между тремя самыми выдающимися хитрецами греческой мифологии — Сизифом, Одиссеем и Автоликом.
Позже Антиклея родила ещё и дочь по имени Ктимена, ставшую женой аристократа с соседнего острова Зам (возможно, Еврилоха). Царица проводила сына в троянский поход, но его возвращения не дождалась: она умерла от тоски. По словам автора схолий к Гомеру, враг Одиссея Навплий рассказал Антиклее, будто её сын погиб под Троей, и та от горя повесилась.

## Память об Антиклее
Антиклея упоминается в поэме Гомера «Одиссея». Когда главный герой спустился в загробный мир, чтобы узнать от Тиресия о своём будущем, он встретил там тень своей матери, которую оставил дома живой; Одиссей заплакал, но всё же отогнал тень от жертвенной крови. Позже он поговорил с матерью, и та рассказала, что Пенелопа хранит ему верность, что его ждут на Итаке старый отец и взрослый сын. Известно, что у Еврипида была сатировская драма «Автолик», текст которой не сохранился. Художник Полигнот изобразил пребывание Антиклеи в Аиде на картине, которая ещё во II веке н. э. хранилась в Дельфах.
В честь Антиклеи получил название астероид (651) Антиклея, открытый в 1907 году Августом Копффом.